# Tripteroides melanesiensis
Tripteroides melanesiensis is een muggensoort uit de familie van de steekmuggen (Culicidae). De wetenschappelijke naam van de soort werd voor het eerst geldig gepubliceerd in 1955 door John Nicholas Belkin.